# Veselin Đuranović

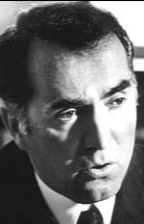
Veselin Đuranović (1966)

Veselin Đuranović (* 17. Mai 1925 im Dorf Martinići, Danilovgrad, Königreich der Serben, Kroaten und Slowenen; † 30. August 1997 ebenda) war ein jugoslawischer Politiker des Bundes der Kommunisten Jugoslawiens (BdKJ).

## Biografie
Đuranović war zunächst in seiner Heimatrepublik, der Sozialistischen Republik Montenegro, tätig und zwar von Juni 1963 bis Dezember 1966 als Vorsitzender des Exekutivrates (Ministerpräsident) und dann von Dezember 1968 bis 1977 als Sekretär des Zentralkomitees des BdKJ und damit als Parteichef der Teilrepublik.
Nach dem Tod von Džemal Bijedić bei einem Flugzeugabsturz am 18. Januar 1977 wurde er am 14. Februar 1977 dessen Nachfolger als Vorsitzender des Bundesexekutivrates (Ministerpräsident) der Sozialistischen Föderativen Republik Jugoslawien (SFRJ). Dieses Amt hatte er mehr als fünf Jahre inne und wurde dann am 16. Mai 1982 durch Milka Planinc abgelöst.
Đuranović selbst war im Anschluss zunächst von Mai 1982 bis Mai 1983 Vorsitzender des Präsidiums und damit Staatspräsident der SR Montenegro.
Zuletzt war er als Vorsitzender des Präsidiums Staatspräsident der SFRJ von Mai 1984 bis Mai 1985. Nachfolger in diesem Amt wurde Radovan Vlajković.

## Auszeichnungen
- 1982: Großes Goldenes Ehrenzeichen am Bande für Verdienste um die Republik Österreich[1]